# بريان غلازر
بريان غلازر (بالإنجليزية: Bryan Glazer)‏ هو شخصية أعمال أمريكي، ولد في 27 أكتوبر 1964.